# Felsőszelistye
Felsőszelistye (románul Săliștea de Sus, jiddisül סלישט) város a történeti Máramarosban, Máramaros megyében, Romániában.

## Fekvése
A megye délkeleti részén, a Cibles északkeleti lábánál, az Iza folyó mentén, Máramarosszigettől 45 km-re délkeletre, Borsától 25 km-re nyugatra található.

## Történelem

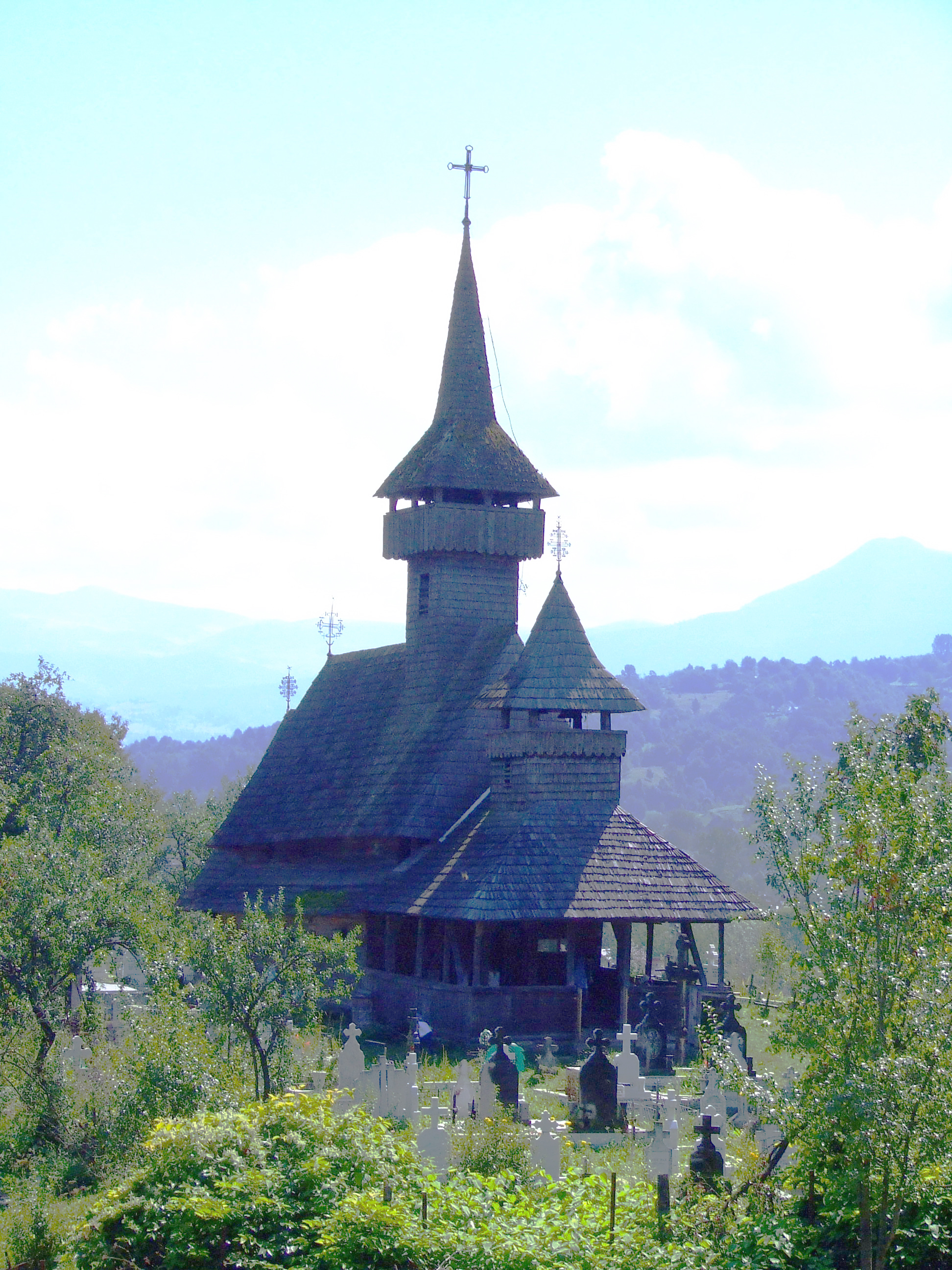
Az 1680-ban épült "hegyi" Nistorescuk templom

Először 1365-ben említették, Keethzeleste (= Kétszelestye) néven. A két Szelestye az Iza két partján fekvő két falurészt jelölte. A név eredetére lásd Szelistye szócikkét.
Román kisnemesi falu volt, a 17–18. században teljes egészében jobbágytalan kisnemesek lakták. A Gruiul Ciorii hegyen épült ortodox kolostorát először 1650-ben említették, de az 1717-es tatár betörésben elpusztult. Zsidó lakói első zsinagógájukat 1800 körül építették.
Városi rangot 2004-ben kapott.

## Népessége
- 1900-ban 2793 lakosából 2299 volt román (82,31%), 465 német (16,64%) (jiddis) és 29 magyar (1,03%) anyanyelvű; 2303 görögkatolikus, 469 zsidó és 19 római katolikus vallású.
- 2002-ben 5196 lakosából 5185 volt román (99,78%) nemzetiségű; 5028 ortodox, 78 görögkatolikus és 59 baptista vallású.

## Látnivalók
- A „hegyi” fatemplomot, más néven „a Nistorescuk templomát” 1680-ban építették. 1717-ben a tatárok felgyújtották, később újjáépítették.
- A „völgyi” fatemplomot, más néven „a Bâleanok templomát ” 1722-ben építették, Eredeti freskóiból mára csak töredékek maradtak. Ikonjait a nemesbudafalvi Radu Munteanu festette 1775-ben.
- Az 1574. számú ház az 1740-es években épült, műemlék.

## Gazdaság
Fő megélhetési lehetőséget a mezőgazdaság jelent, ezenkívül jelentős gazdasági ágazatok: faipar, kereskedelem.

## Külső hivatkozások
- A városi önkormányzat webhelye (románul)
- Képes riport a településről (németül)
- Anamaria Iuga tanulmánya a felsőszelistyei népviseletről (románul)

## Képek

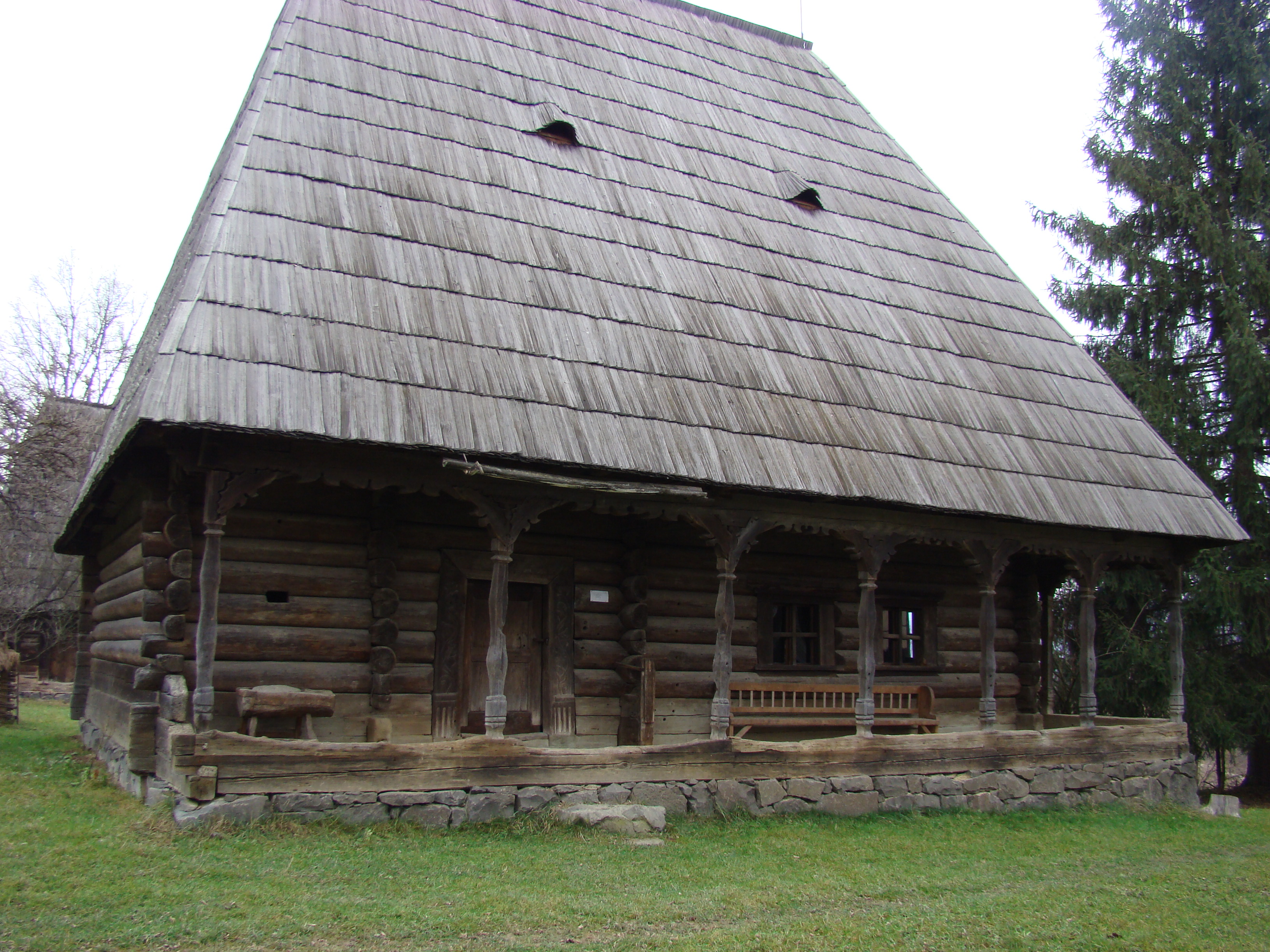
A Barcan család egykori háza a máramarosszigeti falumúzeumban
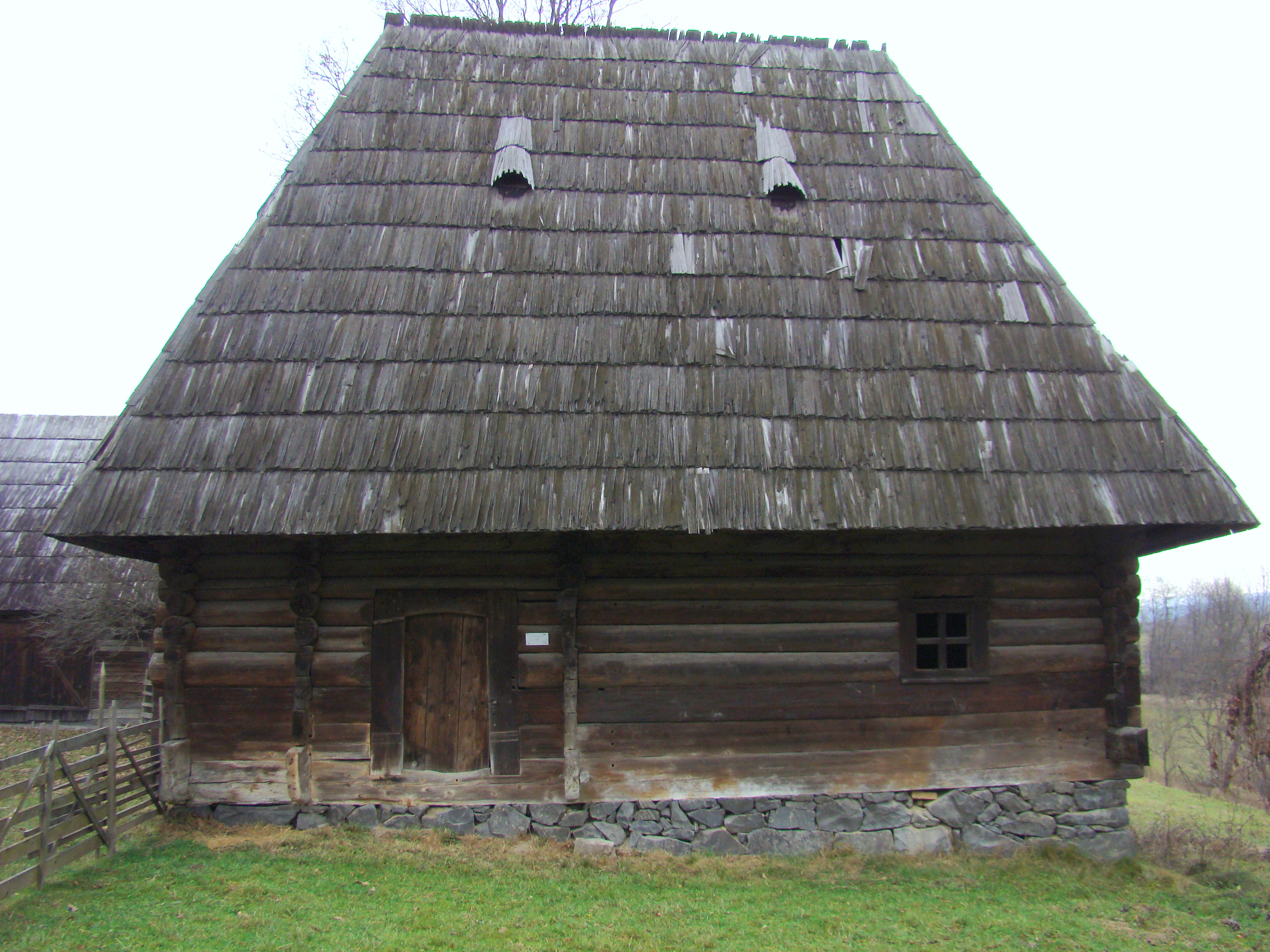
A Iuga család egykori háza ugyanott